# Cima Manga
Cima Manga è una montagna delle Prealpi Bresciane e Gardesane appartenente al gruppo del monte Caplone e con la sua cima, raggiunge i 1313 m s.l.m.

## Geografia fisica
Situata nel territorio comunale di Valvestino nel Parco Alto Garda Bresciano, la montagna fa parte con la sua sommità di una lunga cresta dalla direzione nord-sud che collega Cima Rest con monte Camiolo  e che si eleva longitudinalmente tra la Valle del Droanello  e quella del Magasino. Cima Manga è caratterizzata da zone boscose ove predomina il faggio e il pino silvestre, la vetta, non segnalata, è di aspetto erboso con un pendio ripido, roccioso,  digradante a strapiombo nella sottostante valle del Droanello e in quella del Magasino.

## La geologia della Cima
Il tratto del percorso antico che si snoda da Bocca Croce di monte Camiolo lungo il versante sud del Monte, è molto ripido e la roccia che forma lo "scheletro"  della montagna, non coperta dal terreno e dalla vegetazione, affiora qua e là in superficie, intaccata dal passaggio del tracciato. La roccia presenta una colorazione grigiastra, come sporca, in quanto la sua superficie è alterata dal gelo, dalla pioggia e dal sole e spesso "macchiata" da colonie di minuscoli licheni. Sotto questa "crosta" essa mostra una tinta più chiara, che conferma la sua appartenenza alle rocce calcaree, ovvero composte prevalentemente dal sale "carbonato di calcio" (il comune calcare). Più precisamente. queste rocce appartengono al gruppo dei cosiddetti "Calcari grigi" ed hanno un'età di circa 190 milioni di anni. Si sono formate sul fiordo di un antichissimo mare in seguito al progressivo deposito di particelle minerali trasportate nel mare dai corsi d'acqua. Questo processo è durato milioni di anni ed ha subito frequenti interruzioni e variazioni, che oggi sono testimoniate dalla struttura stratificata della roccia, ovvero dalla presenza di strati sovrapposti. Dopo la pietrificazione del deposito di sedimenti, la roccia è stata spinta verso l'alto dalle immani forze che hanno creato le Alpi, per cui gli strati hanno in parte perduto l'originaria disposizione orizzontale.
Nel 1881 l’I.R. Istituto Geologico di Vienna svolgeva un'indagine scientifica sulla struttura geologica delle Giudicarie, Val Sabbia, Val Vestino e il geologo Alexander Bittner, responsabile del progetto, pubblicò nei due fondamentali contributi sull'annuario del reale istituto di geologia: "La Cima Manga è un residuo di queste dolomiti più alte nella zona degli strati neri. Dalla sella sud-ovest della Cima Manga attraverso i prati scendendo verso Turano, la roccia nera risulta di natura ancora più calcarea, in parte come vero calcare nero, piatto, senza petrefatti, così come sembrava il massiccio principale di queste rocce scure essere assolutamente privo di petrefatti. Al di sotto di questi massi, nel profondo della Val Magasina e nei pressi di Turano nella stessa Val Toscolano, si trova una dolomia più lucida, addossata e depositata in modo conforme. Da Turano verso Armo si attraversano rocce scure, alternativamente dolomitiche e più calcaree del tipo descritto, sull'altura sopra Armo si trova ancora una massa più spessa di dolomite scura a ponte, che è anche opposta sulla sponda sinistra, ma molto gradualmente verso sud pendio della Costa Rango sembra fondersi con le rocce più chiaramente stratificate, sottili e più calcaree. I pendii di queste rocce, soprattutto quelli sotto Costa Rango, così come i versanti meridionali della cresta tra Armo e Persone, anche quelli ovest sopra Moerna, ed infine tra Moerna e Hano, sono caratterizzati dall'assenza di qualsiasi formazione rocciosa, verde coperte di prati ed enormi cumuli di cupi detriti che colorano di nero i loro pendii più bassi, tanto che non danno lontanamente l'impressione dei principali paesaggi dolomitici. Come già accennato il collegamento di queste rocce scure si estende sul Monte Stino e attraverso la Val Piombino verso il Bondone, dove sono esposte fin nelle gole della strada della Valle sotto le chiare masse dolomitiche, nonché tutto lo spessore delle masse nella discesa da Bondone fino alla Valle del Chiese, e qui si alternano spesso a strati intermedi a forma di dormiente (così come sopra Storo in Val Ampola); chiudere sopra Bondone (alle sorgenti) vi sono anche tracce di pesci"

## Origine del nome
L'origine della parola potrebbe derivare dallo spagnolo “manga”, che a sua volta deriva dal latino “manica” (da cui deriva anche il termine italiano “manigoldo”) e significa letteralmente “accolta” e, in senso dispregiativo, “accozzaglia” per cui il significato etimologico del toponimo è “covo di accozzaglia”. Quindi indicherebbe un luogo rifugio di malfattori. Questa interpretazione è coerente con le diverse notizie secondo le quali questo territorio di confine tra il Principato vescovile di Trento e la Repubblica di Venezia già a partire dal 1500 era infestato da briganti e loro sodali come Giovanni Beatrici detto Zanzanù di Gargnano e Eliseo Baruffaldi di Turano. Nelle vicinanze, sul Monte Camiolo di Mezzo e di Fondo, si trovano le località Mangana. Il toponimo potrebbe derivare dalla famiglia Grezzini di Armo di soprannome Mangana proprietaria da secoli dei due fondi, o dallo spagnolo "manga" oppure dalla parlata lombarda "manghèn" o dal veneto "manganer". Difatti ai tempi della Serenissima i manganeri erano gli artigiani che rifinivano i tessuti di lana e seta per renderne liscia la superficie. Il nome derivava dallo strumento che usavano, il mangano, un macchinario a forma di grande ruota che serviva appunto a dare lucentezza ai panni. Nell'"Atlas Tyrolensis" del cartografo Peter Anich, stampato a Vienna nel 1774, che è la prima carta geografica dettagliata della Contea del Tirolo, non viene indicata così pure nella carta geografica della Contea di Lodrone del XVIII secolo, mentre nella cartellonistica del CAI  del 2022 e nelle pubblicazioni geografiche e scientifiche austriache del 1800 viene chiamata erroneamente Cima Monga contrariamente all'attribuzione locale e alla cartografia dell'Istituto Geografico Militare italiano.

## Storia

### 1511, la grande divisione di pascoli e boschi dei monti Camiolo, Tombea, Dos di Sas e della costa di Ve
Lo studio compiuto da don Mario Trebeschi, ex parroco di Limone del Garda, di una sgualcita e a tratti illeggibile pergamena conservata presso l’Archivio Parrocchiale di Magasa, portò a conoscenza dell’intensivo sfruttamento dei pascoli d’alpeggio, dei boschi, delle acque torrentizie in Val Vestino che fu spesso causa di interminabili e astiose liti fra le sei comunità. In special modo nelle zone contese dei monti Tombea e Camiolo; ognuna di esse rivendicava, più o meno fortemente, antichi diritti di possesso o transito, con il risultato che il normale e corretto uso veniva compromesso da continui sconfinamenti di mandrie e tagli abusivi di legname. Pertanto agli inizi del Cinquecento, onde evitare guai peggiori, si arrivò in due fasi successive con l’arbitrato autorevole dei conti Lodron ad una spartizione di questi luoghi tra le varie ville o “communelli”. Infatti questi giocarono un ruolo attivo nella vicenda, persuadendo energicamente le comunità alla definitiva risoluzione del problema con la sottoscrizione di un accordo che fosse il più equilibrato possibile, tanto da soddisfare completamente ed in maniera definitiva le esigenti richieste delle numerose parti in causa. Il 5 luglio del 1502 il notaio Delaido Cadenelli della Valle di Scalve  redigeva a Turano sotto il portico adibito a cucina della casa di un tale Giovanni, un atto di composizione tra Armo e Magasa per lo sfruttamento consensuale della confinante valle di Cablone (nel documento Camlone, situata sotto il monte Cortina). Erano presenti i deputati di Armo: Bartolomeo, figlio di Faustino, e Stefenello, figlio di Lorenzo; per Magasa: Antoniolo, figlio di Giovanni Zeni, e Viano, figlio di Giovanni Bertolina. Fungevano da giudici d’appello i conti Francesco, Bernardino e Paride, figli del sopra menzionato Giorgio, passati alla storia delle cronache locali di quei tempi, come uomini dotati di una ferocia sanguinaria.  Il 31 ottobre del 1511 nella canonica della chiesa di San Giovanni Battista di Turano, Bartolomeo, figlio del defunto Stefanino Bertanini di Villavetro, notaio pubblico per autorità imperiale, stipulava il documento della più grande divisione terriera mai avvenuta in Valle, oltre un terzo del suo territorio ne era interessato. Un primo accordo era già stato stipulato il 5 settembre del 1509 dal notaio Girolamo Morani su imbreviature del notaio Giovan Pietro Samuelli di Liano, ma in seguito all’intervento di alcune variazioni si era preferito, su invito dei conti Bernardino e Paride, revisionare completamente il tutto e procedere così ad una nuova spartizione. Alla presenza del conte Bartolomeo, figlio del defunto Bernardino, venivano radunati come testimoni il parroco Bernardino, figlio del defunto Tommaso Bertolini, Francesco, figlio di Bernardino Piccini, tutti e due di Gargnano, il bergamasco Bettino, figlio del defunto Luca de Medici di San Pellegrino, tre procuratori per ogni Comune, ad eccezione di quello di Bollone che non faceva parte della contesa (per Magasa presenziavano Zeno figlio del defunto Giovanni Zeni, Pietro Andrei, Viano Bertolini), e si procedeva solennemente alla divisione dei beni spettanti ad ogni singolo paese. A Magasa veniva attribuita la proprietà del monte Tombea fino ai prati di Fondo comprendendo l’area di pertinenza della malga Alvezza e l’esclusiva di tutti i diritti di transito; una parte di territorio boscoso sulla Cima Gusaur e sul dosso delle Apene a Camiolo, in compenso pagava 400 lire planet alle altre comunità come ricompensa dei danni patiti per la privazione dei sopraddetti passaggi montani. Alcune clausole stabilivano espressamente che il ponte di Nangone (Vangone o Nangù nella parlata locale) doveva essere di uso comune e che lungo il greto del torrente Toscolano si poteva pascolare liberamente il bestiame e usarne l’acqua per alimentare i meccanismi idraulici degli opifici. Al contrario il pascolo e il taglio abusivo di piante veniva punito severamente con una multa di 10 soldi per ogni infrazione commessa. Alla fine dopo aver riletto il capitolato, tutti i contraenti dichiaravano di aver piena conoscenza delle parti di beni avute in loro possesso, di riconoscere che la divisione attuata era imparziale e di osservare rispettosamente gli statuti, gli ordini, le provvisioni e i decreti dei conti Lodron, signori della comunità di Lodrone e di quelle di Val Vestino. Poi i rappresentanti di Armo, Magasa, Moerna, Persone e Turano giuravano, avanti il conte Bartolomeo Lodron, toccando i santi vangeli, di non contraffare e contravvenire la presente divisione terriera e, con il loro atto, si sottoponevano al giudizio del foro ecclesiastico e ai sacri canoni di Calcedonia.

### I primi giorni della Grande Guerra. L'avanzata dei bersaglieri italiani
Cima Gusaur e Cima Manga in Val Vestino facevano parte fin dall'inizio della Grande Guerra dell'Impero austro-ungarico e furono conquistate dai bersaglieri italiani del 7º Reggimento nel primo giorno del conflitto, il 24 maggio 1915, sotto la pioggia. In vista dell’entrata in guerra del Regno di Italia contro l’Impero austro-ungarico, il Reggimento fu mobilitato sull’Alto Garda occidentale, inquadrato nella 6ª Divisione di fanteria del III Corpo d’Armata ed era composto dai Battaglioni 8°, 10° e 11° bis con l'ordine di raggiungere in territorio ostile la prima linea Cima Gusaner (Cima Gusaur)-Cadria e poi quella Bocca di Cablone-Cima Tombea-Monte Caplone a nord.
Il 20 maggio i tre Battaglioni del Reggimento raggiunsero Liano e Costa di Gargnano, Gardola a Tignale e Passo Puria a Tremosine in attesa dell’ordine di avanzata verso la Val Vestino. Il 24 maggio i bersaglieri avanzarono da Droane verso Bocca alla Croce sul monte Camiolo, Cima Gusaur e l'abitato di Cadria, disponendosi sulla linea che da monte Puria va a Dosso da Crus passando per Monte Caplone, Bocca alla Croce e Cima Gusaur.
Lo stesso 24 maggio, da Cadria, il comandante, il colonnello Gianni Metello, segnalò al Comando del Sottosettore delle Giudicarie che non si trovavano traccia, né si sapeva, di lavori realizzati in Valle dal nemico, le cui truppe si erano ritirate su posizioni tattiche al di là di Val di Ledro. Evidenziava che nella zona, priva di risorse, con soltanto vecchi, donne e fanciulli, si soffriva la fame. Il giorno seguente raggiunsero il monte Caplone ed il monte Tombea senza incontrare resistenza.
Lorenzo Gigli, giornalista, inviato speciale al seguito dell'avanzata del regio esercito italiano scrisse: "L'avanzata si è svolta assai pacificamente sulla strada delle Giudicarie; e uguale esito ebbe l'occupazione della zona tra il Garda e il lago d'Idro (valle di Vestino) dove furono conquistati senza combattere i paesi di Moerna, Magasa, Turano e Bolone. Le popolazioni hanno accolto assai festosamente i liberatori; i vecchi, le donne e i bambini (dato che uomini validi non se ne trova no più) sono usciti incontro con grande gioia: I soldati italiani!
Gli austriaci, prima di andarsene, li avevano descritti come orde desiderose di vendetta. Ed ecco, invece, se ne venivano senza sparare un colpo di fucile. A Magasa un piccolo Comune della valle di Vestino i nostri entrarono senza resistenza. Trovarono però tutte le case chiuse. L'unica persona del paese che si poté vedere fu una donna anziana. Le chiesero: "Sei contenta che siano venuti gli italiani?". La vecchia esitò e poi rispose con voce velata dalla paura: "E se quelli tornassero?". «Quelli», naturalmente, sono gli austriaci. Non torneranno più. Ma hanno lasciato in questi disgraziati superstiti un tale ricordo, che non osano ancora credere possibile la liberazione e si trattengono dall'esprimere apertamente la loro gioia pel timore di possibili rappresaglie. L'opera del clero trentino ha contribuito a creare e ad accrescere questo smisurato timore. Salvo rare eccezioni (nobilissima quella del principe vescovo di Trento, imprigionato dagli austriaci), i preti trentini sono i più saldi propagandisti dell'Austria. Un ufficiale mi diceva: "Appena entriamo in un paese conquistato, la prima persona che catturiamo è il prete. Ne vennero finora presi molti. È una specie di misura preventiva...". Il 27 maggio occuparono più a nord Cima spessa e Dosso dell’Orso, da dove potevano controllare la Val d’Ampola, e il 2 giugno Costone Santa Croce, Casetta Zecchini sul monte Calva, monte Tremalzo e Bocchetta di Val Marza. Il 15 giugno si disposero tra Santa Croce, Casetta Zecchini, Corno Marogna e Passo Gattum; il 1º luglio tra Malga Tremalzo, Corno Marogna, Bocchetta di Val Marza, Corno spesso, Malga Alta Val Schinchea e Costone Santa Croce. Il 22 ottobre il 10º Battaglione entrò in Bezzecca, Pieve di Ledro e Locca, mentre l’11° bis si dispose sul monte Tremalzo. Nel 1916 furono gli ultimi giorni di presenza dei bersaglieri sul fronte della Val di Ledro: tra il 7 e il 9 novembre i battaglioni arretrarono a Storo e di là a Vobarno per proseguire poi in treno verso Cervignano del Friuli e le nuove destinazioni.

## Natura

### La ricerca malacologica
Lo studio della fauna malacologia di Alberto Girod si interessò negli anni Settanta del secolo scorso alla distribuzione del carattere "Costulazione"  dell'Helicigona (Chilostoma) cingulata gobanzi (Fraunfeld), scoprendo delle stazioni distribuite nella Val Vestino di questo mollusco precisamente sul fondo della media Valle del Toscolano, sulle pendici dei monti Magno, Fassane, Penni, lungo la Valle dei Mulini fino a Bollone, a Capovalle, nella valle del torrente Droanello, sulla Cima Gusaur, sui fianchi della Val Vestino fino a Turano, nella valle del Torrente Magasino fino al Ponte al Castello di Magasa.

### La pratica delle carbonaie
Sul pendio sud ovest del monte sono presenti alcune e antiche aie carbonili simbolo di una professione ormai scomparsa da decenni. Quella della carbonaia, pojat in dialetto locale,  era una tecnica molto usata in passato in gran parte del territorio alpino, subalpino e appenninico, per trasformare la legna, preferibilmente di faggio, ma anche di abete, carpino, larice, frassino, castagno, cerro, pino e pino mugo, in carbone vegetale. I valvestinesi erano considerati degli esperti carbonai, carbonèr così venivano chiamati, come risulta anche dagli scritti di Cesare Battisti. I primi documenti relativi a questa professione risalgono al XVII secolo, quando uomini di Val Vestino richiedevano alle autorità della Serenissima i permessi sanitari per potersi recare a Firenze e a Venezia. Essi esercitarono il loro lavoro non solo in Italia ma anche nei territori dell'ex impero austro-ungarico, in special modo in Bosnia Erzegovina, e negli Stati Uniti d'America di fine Ottocento a Syracuse-Solvay. Nonostante questa tecnica abbia subito piccoli cambiamenti nel corso dei secoli, la carbonaia ha sempre mantenuto una forma di montagnola conica, formata da un camino centrale e altri cunicoli di sfogo laterali, usati con lo scopo di regolare il tiraggio dell'aria. Il procedimento di produzione del carbone sfrutta una combustione imperfetta del legno, che avviene in condizioni di scarsa ossigenazione per 13 o 14 giorni. Queste piccole aie, dette localmente ajal, jal o gial, erano disseminate nei boschi a distanze abbastanza regolari e collegate da fitte reti di sentieri. Dovevano trovarsi lontane da correnti d'aria ed essere costituite da un terreno sabbioso e permeabile. Molto spesso, visto il terreno scosceso dei boschi, erano sostenute da muri a secco in pietra e nei pressi il carbonaio vi costruiva una capanna di legno per riparo a sé e alla famiglia. In queste piazzole si ritrovano ancor oggi dei piccoli pezzi di legna ancora carbonizzata. Esse venivano ripulite accuratamente durante la preparazione del legname. 
A cottura ultimata si iniziava la fase della scarbonizzazione che richiedeva 1-2 giorni di lavoro. Per prima cosa si doveva raffreddare il carbone con numerose palate di terra. Si procedeva quindi all'estrazione spegnendo con l'acqua eventuali braci rimaste accese. La qualità del carbone ottenuto variava a seconda della bravura ed esperienza del carbonaio, ma anche dal legname usato. Il carbone di ottima qualità doveva "cantare bene", cioè fare un bel rumore. Infine il carbone, quando era ben raffreddato, veniva insaccato e trasportato dai mulattieri verso la Riviera del Garda per essere venduto ai committenti. Di questo carbone si faceva uso sia domestico che industriale e la pratica cadde in disuso in Valle poco dopo la seconda guerra mondiale soppiantato dall'uso dell'energia elettrica, del gasolio e suoi derivati.

## Panorama
Nei giorni sereni si gode un panorama eccezionale; a nord della Val Vestino, la valle del Droanello, Cadria e Droane, Cima Rest, il monte Tombea e il monte Caplone; a ovest il monte Denai, il monte Stino, il monte Cingla, le montagne della Valle Sabbia e del Maniva e gli abitati di Moerna, il Turano, Armo, Persone e Capovalle; a sud il monte Camiolo, il monte Vesta, il monte Carzen e il monte Manos con l'abitato di Bollone, e più giù lo sguardo coglie il monte Denervo, il monte Comer e il monte Pizzocolo e la parte meridionale del lago di Garda con la penisola di Sirmione; ad est è invece possibile osservare le montagne della Puria e la dorsale del monte Baldo con il monte Altissimo di Nago.

## Accessi
La Cima è facilmente raggiungibile a piedi, in circa 3 chilometri e un'ora e mezza di tempo, su strada forestale prima e sentiero poi, partendo dal parcheggio di Cima Rest a 1.208 m. fino alla località Spias. Qui seguendo un ripido sentiero,  superata la pozza di abbeverata si raggiunge la Selletta del Gusaur a 1.350 m. godendo in lontananza della vista della parte sud del lago di Garda, si prosegue in discesa per circa 600 metri lungo il sentiero di cresta che conduce alla Cima e volendo si prosegue alla volta di Bocca Croce del monte Camiolo.

## Galleria d'immagini

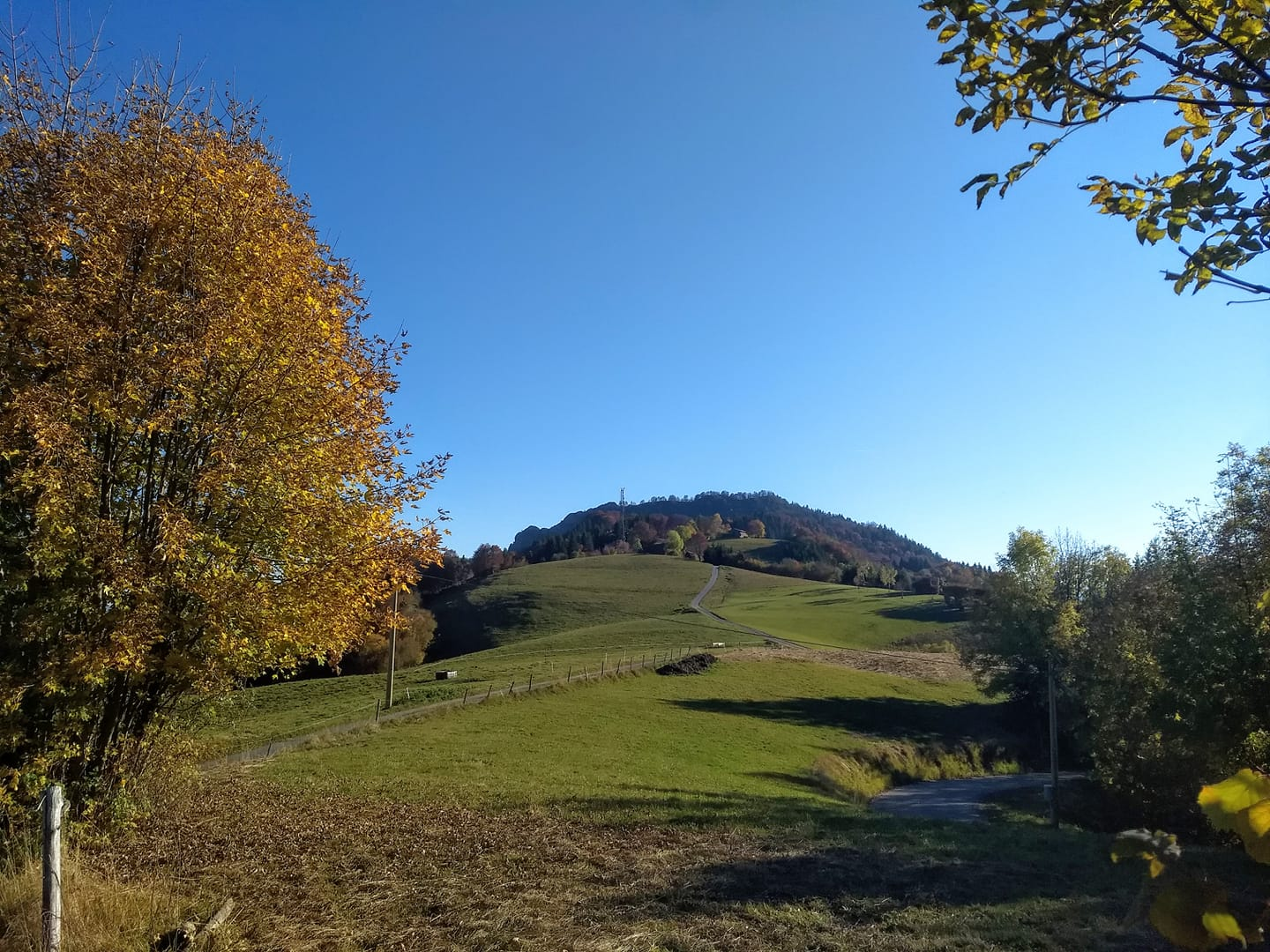
Cima Gusaur ripresa da Cima Rest